# 孔雀 (电影)
《孔雀》是中国导演顾长卫于2004年拍摄的电影处女作，李樯编剧。電影讲述生活在二十世纪七八十年代河南安阳（剧中称鹤阳）的一个极为平凡的五口之家，在一段时期内各人发生的故事。主线人物是家中哥哥（冯瓅饰）、姐姐（张静初饰）和弟弟（吕玉来饰）。在安阳和开封取景拍摄。 本片获得了柏林电影节“银熊奖”。
電影以河南安阳话（屬晋语邯新片，介乎於中原官話河南話過渡區）發音，「不少观众都好奇地问我们——‘片子里讲的是哪儿的方言呀，那音调怎么还都带拐弯呢，品起来还那么有韵味’，我就告诉他们‘那就是安阳话’。」

## 故事
本片以分层叙事的结构，分成三段分别描述了20岁出头、面容清秀但性格刚强执拗、从小拥有当伞兵梦想的姐姐；小时候患病留下轻微脑疾的23-24岁的胖子哥哥及17-18岁、内心敏感、忧郁、内向的弟弟三人，从文革时期的青年时代，直到文革结束后，从满怀激情，到各自成家生子，逐渐变为一般人之间的那段岁月。

## 角色
| 演员   | 角色       | 介绍                                                                                              |
| 馮瓅   | 高衞國     | 高家大哥，23-24歲，憨厚胖子，小時生病燒壞了腦，智力有點障礙，經常被人欺負，但受到父母溺愛         |
| 張靜初 | 高衞紅     | 高家二姐，20歲出頭，喜歡拉手風琴，少年時夢想當傘兵                                                |
| 呂聿來 | 高衞強     | 高家三弟，17-18歲，少言寡語。離家出走後在養老院打工，被二姐發現後離開家鄉。（他亦是劇中的旁白者） |
| 黃梅瑩 | 母親       | 高衞國、衞紅、衞強三人的母親                                                                      |
| 趙毅維 | 父親       | 高衞國、衞紅、衞強三人的父親                                                                      |
| 劉磊   | 果子       | 玩世不恭的青年，暗戀高衞紅                                                                        |
| 劉國楠 | 張喜子     | 高衞國在麵粉廠的同事，欺負高衞國，曾被果子報復打傷                                                |
| 石俊輝 | 小王       | 高衞紅的第一任丈夫，當民政局局長的司機，為人老實憨厚                                              |
| 王蘭   | 金枝       | 小時得腿病成了瘸子，由農村嫁到城裏，成為高衞國的妻子，二人婚後經營小吃攤                          |
| 安靜   | 張麗娜     | 高衞強的妻子，來自南方，曾離婚並帶著和前夫生的孩子鋼炮，靠唱草台班子養活一家                      |
| 于小偉 | 男傘兵     | 和胖姑娘的姐姐結婚                                                                                |
| 王彤   | 胖姑娘姐姐 | 和男傘兵結婚                                                                                      |

## 奖项
- 第55届柏林电影节：评委会大奖银熊奖
- 第十四届上海影评人奖最佳女演员：张静初
- 第25届中国电影金鸡奖最佳女配角：黄梅莹

第六届华语电影传媒大奖
- 最佳导演：顾长卫
- 最佳编剧：李樯
- 最佳女主角：张静初
- 最佳新演员：冯砾